# Arana (La Plata)
Arana es una localidad ubicada en la zona rural de La Plata, en la Provincia de Buenos Aires. Se halla a 14 km al sur del centro de la Ciudad, separada de esta por los terrenos del aeropuerto local. Nació a partir de la estación Arana del Ferrocarril General Roca, clausurada en 1977 por la dictadura militar.
Es una zona con un pequeño asentamiento urbano promocionado, con servicios urbanos-industriales y agrícolas.